# أيانله سليمان
أيانله سليمان عداء ألعاب قوى جيبوتي، ولد يوم 3 ديسمبر 1992 بجيبوتي، و هو متخصص في سباقات المسافات النصف الطويلة و خصوصا 1500 متر.

## سيرته الرياضية
نشأ أيانله سليمان في مدينة جيبوتي، وسط أسرة تتكون من 4 بنات و 3 أبناء. لم تكن ألعاب القوى الرياضة الأولى في حياة أيانله، بل كرة القدم، حيث لعب لسنتين في صفوف نادي ميناء جيبوتي. كانت البداية الحقيقية لسليمان في ألعاب القوى سنة 2008، حيث شارك في أول سباق له على الطريق، بلغت مسافته 5 كيلومترات، و احتل فيه المرتبة الخامسة. ساهمت تلك التنتيجة المشرفة في تحويله تدريجيا من كرة القدم نحو ألعاب القوى، حيث استمر بالمزاوجة بين الرياضتين، قبل أن يقنع مدربه عائلته بضرورة أن يتفرغ أيانله لألعاب القوى، نظرا للنتائج الطيبة التي كان يحققها في بعض المنافسات المحلية.

التحق أيانله بنادي شرطة جيبوتي لألعاب القوى، و كانت أولى مشاركاته الدولية في بطولة شرق أفريقيا للشبان، بأديس أبابا حيث احتل المرتبة الرابعة في سباق 3000 متر ب 8:34.11. سنة بعد ذلك سيعود أيانله لإثيوبيا ليشارك في ملتقى عدو ريفي من 8 كلم، حل فيه بالمرتبة 119. شارك سليمان بعد ذلك في بطولة العالم للشبان بإيطاليا، إلا أنه لم يتمكن من بلوغ نهاية مسافة 3000 متر.

خلال دورة الألعاب الفرنكوفونية ببيروت، سنة 2009، سيحتل أيانله المرتبة 10 في سباق 1500 متر بتوقيت 3:57.40. 

قبل 2011 لم يتسن لسليمان صقل موهبته في الملتقيات الدولية، نظرا لعدم ترخيص الاتحاد الوطني لجيبوتي للرياضيين القاصرين بذلك. اكتفى سليمان بالمنافسات المحلية، و تمكن من تحسين أرقامه إلى 1.49.3 في 800 متر و 3.50.2 في 1500 متر.

في ماي 2011، شارك سليمان، ذو ال 18 ربيعا، في بطولة إفريقيا للشبان في بوتسوانا، حيث احتل المرتبة التاسعة في نهاية 1500 متر محسنا رقمه إلى 3:46.51. شهرا بعد ذلك، سيحطم رقمه الشخصي بأكثر من ثلاث ثوان (3:42.70) في برازافيل، ثم بثانية واحدة في تانزانيا، في يونيو 2011، بتوقيت 3.41.68.

حقق سليمان قفزة نوعية في مسلسل تحطيمه لأرقامه الشخصية في 1500 متر، بعد معسكراته التدريبية في مرتفعات إثيوبيا، و كان لمجاورته لعدائين مرموقين من طينة محمد فرح وإيمان ميرغا، أبلغ الأثر في تحفيزه للعطاء.

في دجنبر 2011، شكلت دورة الألعاب العربية بالدوحة نقطة تحول في مسار سليمان، ليس فقط بفضل الميدالية الذهبية التي توج بها، و الرقم القياسي الوطني الذي حطمه إلى 3:34.32 (رابحا 7.5 ثوان عن توقيته الشخصي السابق)، بل لأنها كانت بداية علاقته بالمدرب المرموق الأمريكي الصومالي الأصل، جاما آدين. كان آدين آنذاك مدربا للقطري حمزة الدريوش، الذي هزمه سليمان في النهاية. نشأت صداقة بين الدريوش و سليمان، مما ساهم في خلق صلة وصل مع آدين.

بعد مشاركته في بطولة العالم داخل القاعة بإسطنبول، في مارس 2012، حيث حل خامسا في 1500 متر، سيخوض أيانله معسكرا تدريبيا في كينيا رفقة جاما آدين و مجموعة من العدائين الواعدين. سيشارك بعد ذلك في مجموعة من الملتقيات الدولية، حيث سيحتل المرتبة التاسعة في ملتقى الدوري الماسي بالدوحة، في سباق 3000 متر محطما الرقم القياسي الوطني إلى 7:42.22.

في ماي 2013، حطم أيانله، في هولندا، الرقم القياسي الوطني في 1500 متر إلى 3:30.31. و خلال بطولة إفريقيا التي أقيمت في بنين، نال سليمان، في سن ال 19، الميدالية الفضية لمسافة 1500 متر، و التي كانت أول ميدالية قارية لجيبوتي في بطولة إفريقيا منذ 27 سنة.

خلال بطولة العالم 2013، حقق سليمان الميدالية البرونزية لمسافة 1500 متر بتوقيت 1:43.76.

## إنجازاته
| المنافسة                               | السنة | المسابقة | الرتبة |
| -------------------------------------- | ----- | -------- | ------ |
| دورة الألعاب العربية الثانية عشرة 2011 | 2011  | 1500 متر | 1      |
| بطولة العالم لألعاب القوى داخل الصالات | 2012  | 1500 متر | 5      |
| بطولة أفريقيا لألعاب القوى             | 2012  | 1500 متر | 2      |
| البطولة العربية لألعاب القوى           | 2013  | 1500 متر | 1      |
| بطولة العالم لألعاب القوى 2013         | 2013  | 1500 متر | 3      |

## أرقام شخصية
| المسابقة | الرقم   | المكان                | السنة |
| -------- | ------- | --------------------- | ----- |
| 800 متر  | 1:43.63 | (سولينتونا، السويد)   | 2013  |
| 1500 متر | 3:30.31 | (هينجيلو، هولندا)     | 2012  |
| المايل   | 3:50.07 | لندن، المملكة المتحدة | 2013  |
| 3000 متر | 7:42.22 | الدوحة، قطر           | 2012  |

## روابط خارجية
- أيانله سليمان على موقع الاتحاد الدولي لألعاب القوى (الإنجليزية)
- أيانله سليمان على موقع الدوري الماسي (الإنجليزية)
- أيانله سليمان على موقع اللجنة الأولمبية الدولية (الإنجليزية)
- أيانله سليمان على موقع أوليمبيديا (الإنجليزية)